# Aero Fighters Assault
Aero Fighters Assault, känd i Japan som Sonic Wings Assault (ソニックウィングス アサルト?), är ett arkadspel i genren Flight Combat. Utvecklat av Paradigm Entertainment och släpptes av Video System för Nintendo 64.